# Aubrey Wade
Aubrey Wade (geboren 1977) ist ein britischer Fotograf und Fotojournalist, der freiberuflich tätig und vor allem für seine Reportagen aus Niger und Sierra Leone bekannt ist. Er arbeitet auch für die UN Refugee Agency und wird von Panos Pictures in London vertreten. 
Wade lebt in London und Berlin.

## Leben und Werk
Waden Eltern waren britische Staatsbürger, die zum Zeitpunkt seiner Geburt in den Niederlanden lebten. Er studierte Sozialanthropologie an der Sussex University und danach Fotojournalismus an der  University of the Arts London.  Schwerpunkt seiner Arbeit ist die Dokumentation von Peace Building, marginalisierten Gruppen und Menschenrechte.

### Fotografie
Er ist insbesondere am Aspekt des Erzählens von Geschichten mittels Bildern interessiert und führt überwiegend Langzeitprojekte durch. Beispielsweise widmete er sich sieben Jahre lang der Dokumentation des Lebens früherer Kämpfer und marginalisierter Jugendlicher nach dem Ende des Krieges in Freetown, der Hauptstadt von Sierra Leone. Er nutzt dokumentarische Fotografie zur Beschreibung komplexer Zusammenhänge und sozialer Fragen, wie der Flüchtlingskrise in Europa. Mit diesem Ansatz ermöglicht er dem Betrachter den direkten Bezug zu den abgebildeten Personen und deren Erfahrungen. Seine Arbeit beruht auf Feldforschung und kollaborativen Prozessen. Wade hat in zahlreichen Regionen Afrikas gearbeitet, weiters in den Vereinigten Staaten, in Lateinamerika, Europa und Südasien. Neben seinen Langzeitprojekten übernimmt Wade auch Aufträge von führenden Publikationen und für Projekte von NGOs.
Sein bislang prestigereichstes Projekt war ein Auftrag des Hohen Flüchtlingskommissars der Vereinten Nationen mit dem Titel No Stranger Place. Diese Dokumentation befasst sich mit dem Zusammenleben europäischer Familien mit Flüchtlingen. Das Projekt ist dem Gedenken an Alan Kurdi gewidmet, des kleinen kurdischen Bubens, der am 2. September 2015 im Mittelmeer ertrank. Die Familienbilder von Aubry Wade zeigen Positiv-Beispiele der Integration von Flüchtlingen in Österreich, Deutschland und Schweden.
Sein Portfolio bei Panos Pictures umfasst Aufnahmen aus Kairo, Freetown in Sierra Leone, Bayerebon in Ghana, Amulesse, Bankilaré und Kakassi in Niger, Monrovia in Liberia sowie Fotografien aus Colchester und Brightlingsea in England. Wade publiziert regelmäßig in den Wochenendbeilagen von The Independent, The Telegraph und The Times, in der Wochenzeitung The Observer sowie in den Magazinen D - la Repubblica delle donne, The Fader, Foto8, Mare, Le Point und Smithsonian.

### Film
Wade produzierte auch das 20-minütige Doku-Drama Talking Borders, an dessen Drehbuch er auch mitarbeitete. Der Film beruht auf einer Langzeit-Feldforschung des britischen Projekts Conciliation Resources, behandelt die Spannung in der Grenzregion Mano River in Sierra Leone, Liberia und Guinea und verarbeitet das Material auf fiktionaler Ebene.